# رود کالار
رود کالار (روسی: Калар) یک رودخانه در سرزمین زابایکالسکی کشور روسیه است.